# 치안정감

치안정감의 계급장

치안정감(治安正監, Chief Superintendent General)은 대한민국 경찰공무원의 계급 중 치안감의 위, 치안총감의 아래로, 고위급 간부(경찰 수뇌부)에 속한다.
1급 관리관에 해당하며, 고위공무원의 가급에 해당한다. 
소방관의 소방정감, 국군의 중장(군단장)하고 동급이며, 대한민국 경찰공무원 중 7명 해양경찰공무원 중 2명이 존재한다.
처음 신설되었을 때는 치안총감과 같은 계급이었으나, 1983년에 분화되었다.

## 보직
| - 경찰청 차장 - 경찰청 국가수사본부장 - 서울특별시, 경기도남부, 부산광역시, 인천광역시 경찰청장 - 경찰대학장 | - 해양경찰청 차장 - 중부지방해양경찰청장 |

## 같이 보기
- 대한민국 경찰공무원의 계급 목록